# Ескус
 Тази статия е за римския град.  За реката вижте Искър.  
Улпия Ескус (на латински: Ulpia Oescus) е сред основните градове на римската провинция Долна Мизия (Moesia Inferior). В днешно време до останките от древноримския град се намира село Гиген, община Гулянци, област Плевен.

## Ескус на трибалите
Това място било обитавано от племето трибали както свидетелства Клавдий Птолемей. Тук са намирани останки от къснобронзовата (XIII-XI век пр.н.е.) и желязната епохи (X-VI век пр.н.е.). В Античността река Искър, която се влива в Дунав недалеч оттук, била наричана Ескус и затова и главното селище на трибалите тук носело името „Ескус на трибалите“ (Oescus Triballorum).

## Градът колония по времето на Римската империя
След като римляните окупират тези земи в Ескус е настанен V Македонски легион. Той носел името на провинция Македония понеже там бил попълнен с голям контингент новобранци. Веднага на това място бил изграден дървено-землен лагер, а впоследствие била построена и солидна каменна крепостна стена.
Според римската традиция близо до града постепенно израснало и ветеранско селище (канаби), в което се заселвали много от легионерите след като се уволнявали от служба.
След триумфа на император Траян над даките, в който взел участие и V Македонски легион, в чест на това знаменателно събитие Ескус получил статут на град-колония, което представлявало най-високата степен при римското провинциално управление. Това се случило през 106 г. Градът прибавил към името си Улпия в знак на уважение към бащата на императора, Улпиус, и така започнал да се нарича Улпия Ескус.
Площта на Улпия Ескус вътре в границите на крепостните стени била 18 ха (тази част археолозите наричат „Ескус I“), а в края на III и началото на IV век обхващала и допълнителни 10 ха в западна посока („Eскус II“). Градът бил важен транспортен център. Той бил станция на Крайдунавския път, също така оттук минавал и друг път свързващ Улпия Ескус със Сердика и Никополис ад Иструм.
През 328 г., по времето на император Константин Велики, тук е построен Константиновият мост над река Дунав, който свързал Улпия Ескус със Сукидава. За освещаването на моста дошъл лично императорът и останал в Ескус няколко денонощия за празненствата.
Улпия Ескус е един от малкото градове в цялата Римска империя, чийто форум красяли цели 4 храма. Откъм южната му страна били издигнати храмовете на Юпитер, Юнона и Минерва, а откъм северната страна на форума – на богинята Фортуна, който бил изграден от сдружението на занаятчиите в града. През 343 г. епископ на епархията Ескус участва в ключовия Сердикийски събор. В централната част на града са разкрити останки от базилика от V-VI век с богата вътрешна украса и добре запазена подова мозайка.
Унищожаването на Улпия Ескус настъпва през VI век впоследствие на непрекъснатите нахлувания на аварите. Животът тук се възобновява отново едва през X-XII в., когато на това място просъществува средновековно българско селище. Именно тогава и върху развалините на храма на Фортуна е изградена малка едноапсидна кръстокуполна църква.